# Michelle Alonso Morales
Michelle Alonso Morales (Santa Cruz de Tenerife, 29 de março de 1994) é uma nadadora paralímpica espanhola da classe S14. Representou a Espanha nos Jogos Paralímpicos de Verão de 2012 e nos Jogos Paralímpicos de Verão de 2016, sendo medalha de ouro em ambas ocasiões, nos cem metros peito. Ela foi apelidada pela mídia como "A Sereia nas Ilhas Canárias". Também é considerada como uma das mais importantes personalidades do esporte espanhol.
Conquistou o título dos cem metros peito da S14 em Tóquio 2020.